# Herminiimonas aquatilis
Herminiimonas aquatilis ist eine Bakterienart. Sie wurde im Jahr 2006 aus Trinkwasser isoliert und ist für den Menschen ungefährlich.

## Merkmale
Das Bakterium bildet stäbchenförmige Zellen, die 1,0–1,5 μm breit und 3,0–4,0 μm lang sind. Diese Zellen sind durch Flagellen beweglich. Zellkolonien auf Nährstoffagar (NA) erscheinen gelb pigmentiert, schleimig und haben typischerweise einen Durchmesser von 2–3 mm.
Der Gram-Test verläuft negativ. Herminiimonas aquatilis wächst langsam auf nährstoffreichen Medien wie z. B. Casein-Soja-Pepton-Agar und Reasoner's 2A-Agar (R2A), mit einer optimalen Wachstumstemperatur um 25 °C.

## Stoffwechsel und Wachstum
Herminiimonas aquatilis benötigt Sauerstoff, es ist streng aerob und nutzt einen Atmungsstoffwechsel. Es ist organotroph, d. h. das Bakterium nutzt organische Stoffe zum Wachstum. Es ist positiv für den Cytochrom-c-Oxidase-Test. Die Katalase-Aktivität bei Herminiimonas aquatilis wurden nicht untersucht. Es nutzt nur wenige Kohlenhydrate, wie Pyruvat und DL-Laktat, zur Ernährung. Das Bakterium kann Nitrat zu Nitrit reduzieren. Die Art kann des Weiteren L-Alanin-p-Nitroanilid nutzen.
Zu den wichtigsten Bausteine der Membran zählen von den Lipiden vor allem Phosphatidylethanolamin und Diphosphatidylglycerin. Hierbei unterscheidet sich Herminiimonas aquatilis von H. fonticola. Anstatt Diphosphatidylglycerin zählt bei H. fonticola Phosphatidylglycerin zu den Hauptlipiden.
Von den langkettigen Fettsäuren der Lipide enthält H. aquatilis hohe Mengen an 16:1 ω7c und Palmitinsäure (16:0). Interessanterweise produzierte der Organismus kein 17:0-Cyclo (das in H. fonticola) vorkommt) und Myristinsäure (14:0).
Polyamine sind organische Verbindungen, die eine Rolle im Zellwachstum und in der Zellteilung spielen. Die wichtigsten bei Herminiimonas aquatilis sind 2-Hydroxyputrescin (auch als 2-Hydroxy-1,4-butandiaminium bezeichnet) und Putrescin, mäßige Mengen an Cadaverin und Spermidin sind ebenfalls vorhanden. Putrescin und Cadaverin treten auch z. B. bei Verwesung auf und kann in großen Mengen unangenehm riechen. In kleinen Mengen spielt es eine Rolle im Zellstoffwechsel. Auch Spuren von Diaminopropan, Spermin und Homospermidin sind zu finden.

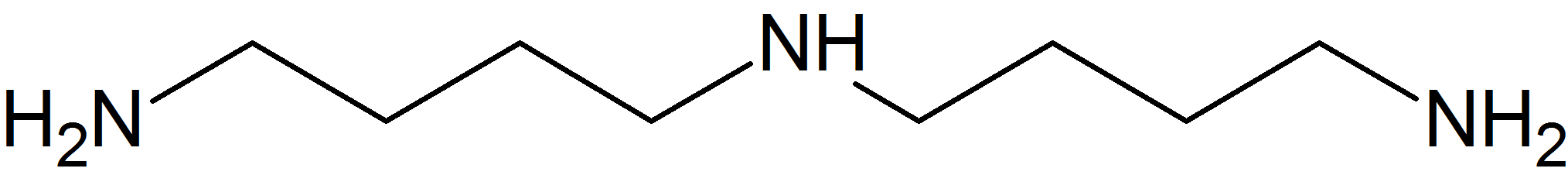
Homospermidin

Putrescin

Dieses Polyaminmuster wird von der Mehrheit der Klasse Betaproteobakterien, zu der auch H. aquatilis zählt, gebildet.
Ubichinone sind Proteine, die eine wichtige Rolle bei der Atmung spielen. Sie wirken beim Elektronentransport mit. Die am häufigsten vorkommenden Ubichinone bei Herminiimonas aquatilis zählen Q-8 (91 %), Q-7 (8 %) und Q-9 (1 %). Dieses steht im Einklang mit allen Mitgliedern der Klasse Betaproteobakterien, zu der die Gattung Herminiimonas gestellt wird.
Zu den häufigen Lipiden gehören Phosphatidylethanolamin (PE), Diphosphatidylglycerin (DPG) und Phosphatidylglycerin (PG). Die wichtigsten Fettsäuren sind C16:1 ω7c und C16:0, mit mäßigen Mengen an C10:0 3-OH, C17:0 Cyclo und C18:1 ω7c.

## Systematik
Die Gattung Herminiimonas wurde mit der Art (Typusart) Herminiimonas fonticola von Chantal Fernandes und Mitarbeitern im Jahr 2005 eingeführt.
Die Art Herminiimonas aquatilis wurde von Peter Kämpfer, Hans-Jürgen Busse und Enevold Falsen im Jahr 2006 beschrieben. Die Gattung zählt zu der Familie der Oxalobacteraceae innerhalb der Abteilung Pseudomonadota (früher als Proteobacteria bezeichnet). Der Gattungsname Herminiimonas leitet sich vom lateinischen Namen „Herminius mons“ für das portugiesische Gebirge Serra da Estrela ab und bezieht sich auf den Fundort der zuerst beschrieben Art H. fonticola. Die Quelle wurde zur Abfüllung von Mineralwasser genutzt. H. aquatilis wurde ebenfalls im Mineralwasser gefunden, und zwar aus einer routinemäßigen industriellen Hygienekontrolle aus städtischem Trinkwasser aus Uppsala, Schweden. Für den Menschen sind H. aquatilis und H. fonticola nicht krankheitserregend. Der Artname H. aquatilis stammt aus dem Lateinischen und bedeutet „im Wasser lebend“, was auf den Fundort hinweist.